# La Petite Communiste qui ne souriait jamais
La Petite Communiste qui ne souriait jamais est un roman de Lola Lafon paru en janvier 2014 aux éditions Actes Sud.

## Résumé
Le roman retrace la vie de Nadia Comăneci de sa plus tendre enfance à Onești jusqu'à son départ de la Roumanie communiste de Ceaușescu pour rejoindre les États-Unis. L'auteur y décrit sa rencontre avec Béla Károlyi, qui l'entraînera avec acharnement et l'emmènera aux Jeux olympiques de Montréal de 1976, où la jeune Nadia décrochera le premier 10 de l'histoire en gymnastique, son exposition médiatique et la récupération politique qu'en fera Ceaușescu pour dorer l'image de son régime, la surveillance constante de la Securitate, la rivalité avec les gymnastes soviétiques et la honte des Jeux olympiques de Moscou de 1980, son statut d'éternelle enfant qui volera en éclats après sa puberté, son « idylle » avec Nicu Ceaușescu et son lynchage médiatique une fois en Amérique.

## Succès littéraire
L'ouvrage est « un best-seller écoulé à 100 000 exemplaires toutes éditions confondues » dix-huit mois après sa sortie.

## Prix et distinctions
- Prix de la Closerie des Lilas[2] - 2014
- Prix Ouest-France / Étonnants Voyageurs[3] - 2014
- Grand Prix de l'héroïne Madame Figaro - 2014
- Prix Littéraire d'Arcachon[4] - 2014
- Prix des lecteurs de Levallois[5] - 2014
- Prix Jules-Rimet sport et littérature[6] - 2014
- Prix Version Fémina-FNAC[7] 2014
- Prix du Café littéraire de Sainte-Cécile-les-Vignes[8] (PRIX CALIBO) 2014
- Finaliste du Prix Orange du livre[9] 2014
- Sélection Roman des étudiants France Culture-Télérama 2014[10]
- Sélection du Prix Paris Diderot-Esprits libres[11] 2014
- Nomination aux Globes de Cristal catégorie Meilleur Roman-Essai - 2015

## Éditions
- La Petite Communiste qui ne souriait jamais, Actes Sud, 2014  (ISBN 978-2-330-02728-5).
- La Petite Communiste qui ne souriait jamais, Babel, n°1319, Actes Sud, 2015  (ISBN 978-2-330-05120-4).